# Entre dos aguas
Pour plus de détails, voir Fiche technique et Distribution.
Entre dos aguas est un film espagnol réalisé par Isaki Lacuesta, sorti en 2018.

## Fiche technique
- Titre français : Entre dos aguas
- Réalisation : Isaki Lacuesta
- Scénario : Fran Araújo et Isa Campo
- Direction artistique : David Jiménez Díaz
- Photographie : Diego Dussuel
- Montage : Sergi Dies et Domi Parra
- Musique : Raül Fernández Miró et Kiko Veneno
- Pays d'origine : Espagne
- Format : Couleurs - 35 mm
- Genre : drame
- Durée : 136 minutes
- Dates de sortie :
  -  Espagne : 27 septembre 2018 (Festival international du film de Saint-Sébastien 2018), 30 novembre 2018 (sortie nationale)

## Distribution
- Israel Gómez Romero : Isra
- Francisco José Gómez Romero : Cheíto

## Distinctions

### Récompenses
- Festival international du film de Saint-Sébastien 2018 : Coquille d'or du meilleur film[1].
- Festival international du film de Mar del Plata 2018 : Astor d'or du meilleur film[2].